# Maison Roudil
Pour les articles homonymes, voir Roudil.
La maison Roudil est une maison située sur la commune de Chaliers, dans le département français du Cantal en région Auvergne-Rhône-Alpes.

## Localisation
La maison est située dans la région historique et culturelle d'Auvergne.

## Historique
Le bâtiment, érigé au XVIIIe siècle par la famille Roudil, a d'abord été utilisé comme presbytère avant d'être loué. Les moulures chantournées rampantes symétriques incarnent le style régional typique du milieu du XVIIIe siècle.

## Description
La maison, de forme carrée, présente un corps central en saillie et des pavillons latéraux. À l'intérieur, au cœur de la demeure, se trouve un escalier en colimaçon à marches droites, dont le point de départ en pierre est orné d'un pilier sculpté de torsades. Le rez-de-chaussée comprend une pièce entièrement lambrissée en hauteur, vraisemblablement la salle à manger. 

## Protection
La maison est inscrite au titre des monuments historiques par arrêté du 21 août 1992.